# Parapapa (Ashafar)
Parapapa is een lied van de Nederlandse rapper Ashafar. Het werd in 2022 als single uitgebracht. 

## Achtergrond
Parapapa is geschreven door Mohammad Haroon Butt en Zakaria Abouazzaoui en geproduceerd door Harun B. Het is een nummer dat past in het genre nederhop. In het lied rapt de artiest over zijn leven als succesvolle rapper. De titel is een klanknabootsing van het geluid van een schietend wapen.

## Hitnoteringen
De artiest had bescheiden succes met het lied in Nederland. Het stond op de 92e plaats van de Single Top 100 in de enige week dat het in deze hitlijst te vinden was. De Top 40 en haar Tipparade werden niet bereikt.